# Liên hiệp các Hội Văn học nghệ thuật Việt Nam
Liên hiệp các Hội Văn học nghệ thuật Việt Nam (LHCHVHNTVN) là tổ chức chính trị xã hội - nghề nghiệp, là mặt trận của các Hội Văn học nghệ thuật trong cả nước gồm Các Hội Văn học nghệ thuật chuyên ngành Trung ương và các Hội Văn học nghệ thuật tỉnh, Thành phố trực thuộc Trung ương.
Liên hiệp Hội dịch tên ra tiếng Anh là Vietnam Union of Literature and Arts Associations, viết tắt là VULA .
Điều lệ Liên hiệp các Hội VHNTVN được Thủ tướng Chính phủ phê duyệt tại Quyết định Số 347/QĐ-TTg ngày 21 tháng 3 năm 2017 .

## Lịch sử
Đến nay, tổ chức này đã trải qua 2 lần đổi tên với 10 kỳ Đại hội toàn quốc: Hội Văn nghệ Việt Nam (1948 – 1957), Hội Liên hiệp văn học nghệ thuật Việt Nam (1957 - 1995), Liên hiệp các Hội Văn học nghệ thuật Việt Nam (từ 1995).

### Chủ tịch qua các thời kỳ
- 1957-1984: Giáo sư Đặng Thai Mai [3]
- 1984-1995: Nhà thơ Huy Cận [4]
- 1995-2003: Nhà văn Nguyễn Đình Thi [5]
- 3/2003 - 11/2003: Nhạc sĩ Trần Hoàn [6]
- 2004-2010: Họa sĩ Vũ Giáng Hương [7]
- 2010-2021: Nhà thơ Hữu Thỉnh [8][9]
- 2021-2025: Nhạc sĩ Đỗ Hồng Quân [10]

## Hoạt động
LHCHVHNTVN hoạt động dưới sự lãnh đạo của Đảng Cộng sản Việt Nam, dưới sự quản lý của Nhà nước và theo quy định của Pháp luật Nhà nước Cộng hòa xã hội chủ nghĩa Việt Nam, là thành viên của Mặt trận Tổ quốc Việt Nam và hoạt động theo nguyên tắc liên hiệp, hiệp thương, Dân chủ
Cơ quan lãnh đạo cao nhất của LHCHVHNTVN là Đại hội đại biểu toàn quốc 5 năm họp một lần. Giữa hai kỳ đại hội, cơ quan lãnh đạo là Uỷ ban toàn quốc LHCHVHNTVN do đại hội hiệp thương cử ra, thường được gọi tắt là Đoàn chủ tịch. Trường hợp đặc biệt, Uỷ ban toàn quốc LHCHVHNTVN có thể triệu tập đại hội bất thường.

## Cơ cấu tổ chức
Đại hội Liên hiệp các Hội Văn học nghệ thuật Việt Nam khóa X, nhiệm kỳ 2020-2025 đã được tổ chức trong 3 ngày từ 12-14/1/2021 tại Hà Nội.
Chủ tịch: Đỗ Hồng Quân - Bí thư Đảng đoàn 
Các Phó Chủ tịch:
- Vương Duy Biên - Phó Chủ tịch chuyên trách
- Đoàn Thanh Nô - Phó Chủ tịch chuyên trách
- Nông Quốc Bình - Chủ tịch Hội Văn học nghệ thuật các dân tộc thiểu số Việt Nam, Phó Chủ tịch kiêm nhiệm
- Trần Quốc Chiêm - Chủ tịch Hội Liên hiệp Văn học Nghệ thuật Hà Nội, Phó Chủ tịch kiêm nhiệm

## Các hội thành viên

### Các hội chuyên ngành
- Hội Nhà văn Việt Nam
- Hội Mỹ thuật Việt Nam
- Hội Nhạc sĩ Việt Nam
- Hội Nghệ sĩ Sân khấu Việt Nam
- Hội Kiến trúc sư Việt Nam
- Hội Điện ảnh Việt Nam
- Hội Nghệ sĩ Nhiếp ảnh Việt Nam
- Hội Nghệ sĩ Múa Việt Nam
- Hội Văn nghệ Dân gian Việt Nam
- Hội Văn học nghệ thuật các Dân tộc thiểu số Việt Nam

### Các hội địa phương
Ngoài các hội thành viên trên thì Liên hiệp còn có các hội thành viên là các Hội Văn học nghệ thuật tỉnh, thành phố trực thuộc Trung ương.
Trong 63 tỉnh/ thành phố thì các hội địa phương tại TP.Hồ Chí Minh và Hà Nội là hai hội lớn nhất, đó là Liên hiệp các hội Văn học nghệ thuật TP.Hồ Chí Minh và Liên hiệp các hội Văn học nghệ thuật Hà Nội